# 女子中高生ケータイ流行語大賞
女子中高生ケータイ流行語大賞（じょしちゅうこうせいケータイりゅうこうごたいしょう）とは、ピーネストが主催する、女子中学生・高校生の間で流行った流行語を投票によって決定する賞。

## 概要
2007年に開始されたネット流行語大賞で、2009年から運営協力にピーネストが入ったことをきっかけに創設され、ピーネストが運営する携帯電話向け無料ホームページ作成サイト「@peps!」「Chip!!」のユーザーである女子中高生を対象にアンケート調査を実施し、その結果によって決定される。設立の経緯からノミネート語の発表や賞の決定発表はネット流行語大賞と同時に行われる。
自由国民社主催の新語・流行語大賞が世間一般で流行った言葉を、ネット流行語大賞がインターネット上で流行った言葉を対象としているのに対し、本賞は女子中高生で流行っている若者言葉を対象としており、より狭い範囲での流行の度合いが分かるようになっている。
2012年度を最後に実施されていない。本賞の実質的な終了ののち、似たように女子中高生を対象にした流行語の調査に、Ameba（サイバーエージェント）が調査していた「JCJK流行語ランキング」や、株式会社AMFが企画している「JC・JK流行語大賞」、Girls Research Pressが発表している「ギャル流行語大賞」などがある。

## 歴代受賞用語
| 回 | 年度   | 賞                                                 | 流行語            |
| -- | ------ | -------------------------------------------------- | ----------------- |
| 1  | 2009年 | 年間大賞金賞                                       | 盛る／盛れる      |
| 1  | 2009年 | 銀賞                                               | ガチで            |
| 1  | 2009年 | 銅賞                                               | やふー＼(＾o＾)／ |
| 1  | 2009年 | 4位：まじかー、5位：ニャッピーo(≧∀≦)o、6位：ぱねぇ |                   |
| 2  | 2010年 | 年間大賞金賞                                       | なう（なうい）    |
| 2  | 2010年 | 銀賞                                               | あげぽよ          |
| 2  | 2010年 | 銅賞                                               | どうかしてるぜっ  |
| 2  | 2010年 | 4位：イイネ！、5位：うけぴー、6位：ありえんてぃ    |                   |
| 3  | 2011年 | 年間大賞金賞                                       | リア充            |
| 3  | 2011年 | 銀賞                                               | てへぺろ          |
| 3  | 2011年 | 銅賞                                               | あげぽよ          |
| 3  | 2011年 | 4位：とりま、5位：からの〜、6位：あーね            |                   |
| 4  | 2012年 | 年間大賞金賞                                       | てへぺろ          |
| 4  | 2012年 | 銀賞                                               | きゃわたん        |
| 4  | 2012年 | 銅賞                                               | ワイルドだろぉ    |
| 4  | 2012年 | 4位：どうするぅ!?、5位：テンアゲ、6位：あーね      |                   |